# Ipos

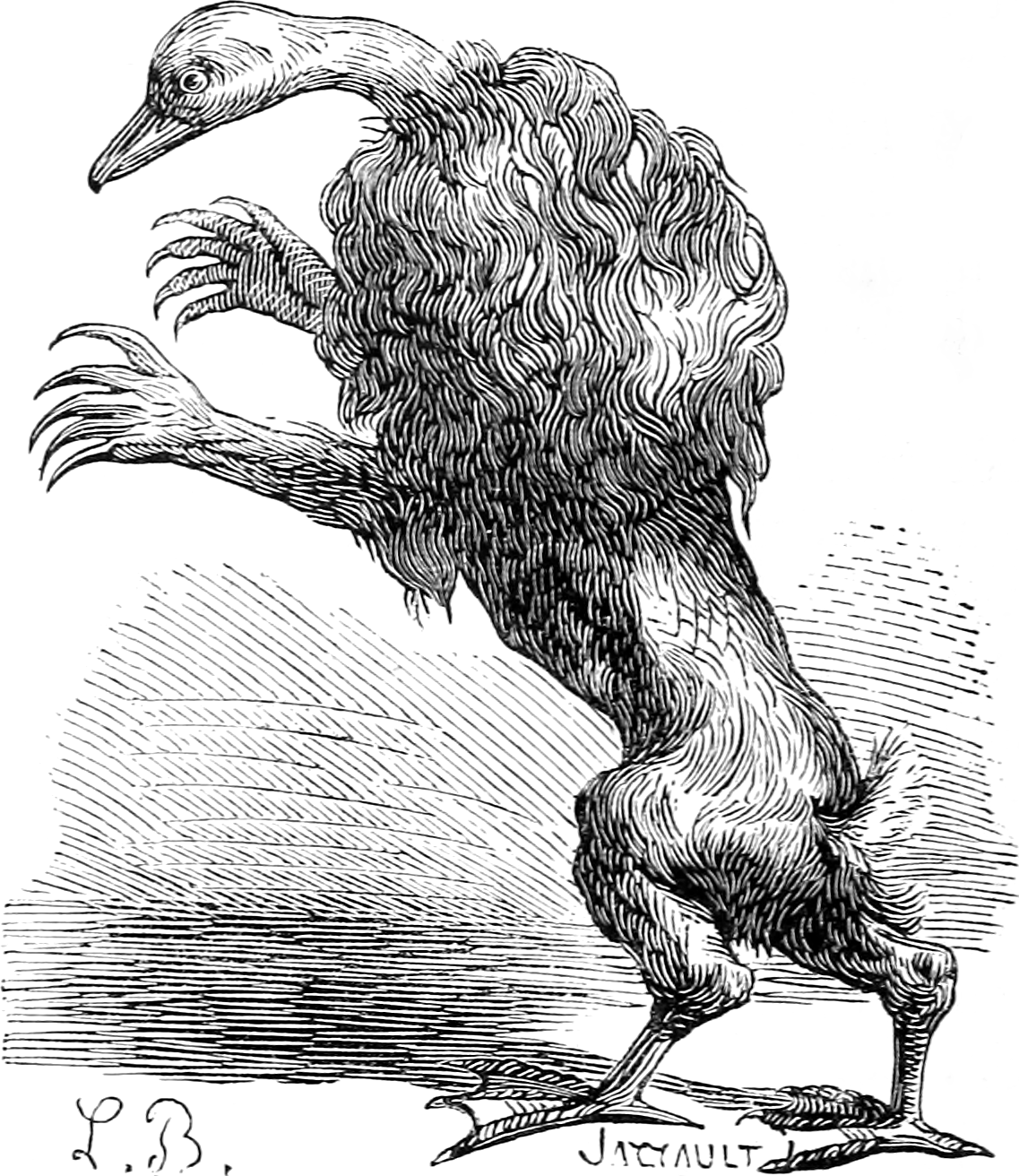
Ilustración del demonio Ipos en el Diccionario infernal de Collin de Plancy, en la versión de 1863.

En demonología, Ipos, también llamado Ipes, Aiperos, Ayperos o Ayporos, es un Conde y un poderoso Príncipe del Infierno (un Duque para algunos autores) el cual tiene treinta y seis legiones de demonios bajo su mando. Conoce y revela todas las cosas del pasado, presente y futuro (solo el futuro para algunos autores, y pasado y futuro para otros). Puede hacer a los hombres ingeniosos y valientes.
Es comúnmente representado con el cuerpo de un ángel, la cabeza de un león, la cola de una liebre y los pies de un ganso; aparece menos frecuentemente en la misma forma pero con el cuerpo de un león, y raramente como un buitre.
De acuerdo a las correspondencias con los arcanos menores del tarot establecidas en el Occult Tarot de Travis McHenry, su arcano equivalente es el 2 de bastos, por lo que su decano zodiacal abarca los días entre 22 y el 31 de marzo, aproximadamente.